# Структурна формула
Структурната формула на дадено химично съединение, е графичното представяне на молекулната структура, показваща как са подредени атомите. Изобразява се също химичната връзка в молекулата, явно или неявно. Освен структурната формула в химическите бази данни се използват и няколко други формати, като SMILES (Simplified molecular-input line-entry system), InChi (International Chemical Identifier) и CML (Chemical Markup Language).
За разлика от химически формули или химични наименования, структурни формули осигуряват представянето на молекулната структура. Химиците почти винаги описват дадена химическа реакция или синтез чрез структурните формули, вместо с техните химични имена, тъй като структурните формули им позволяват да визуализират молекулите и промените, които настъпват.
Много химически съединения, съществуват в различни изомерни форми, които имат различни структури, но една и съща обща химична формула. Структурната формула показва подреждането на атомите по начин, по който чрез химична формула не може да бъде показано.